# Menopauză
Menopauza, cunoscută ca  perioada critică, reprezintă acea perioadă din viața unei femei atunci când ciclurile menstruale se opresc și nu mai poate avea copii. Se spune că a apărut atunci când o femeie nu a mai prezentat menstruație timp de un. Aceasta apare de obicei între vârsta de 45 și 55 de ani. Menopauza apare la toate femeile.

## Simptome și prognostic
Înainte menopauzei, ciclurile menstruale ale unei femei sunt neregulate. În preajma menopauzei apar adesea bufeurile ce durează de obicei între 30 de secunde și zece minute și pot fi asociate cu tremurături, transpirații și o erupție cutanată pătată în roșu. De obicei, bufeurile dispar după un an sau doi. Alte simptome pot include: uscăciune vaginală, probleme cu somnul și schimbarea temperamentului. Severitatea simptomelor variază de la o femeie la alta. În timp este asociată cu boli cardiace și osteoporoză, acestea apar în principal datorită vârstei și nu dintr-o legătură directă cu menopauza. Unele probleme prezente anterioare precum endometrioza sau ciclurile menstruale dureroase s-ar putea îmbunătăți odată cu menopauza.

## Cauză
Menopauza este de obicei o schimbare naturală. Poate apărea mai devreme la persoanele care fumează tutun. Alte cauze includ intervenția chirurgicală de eliminare a ambelor ovare sau unele tipuri de chimioterapie. La nivel chimic, menopauza este cauzată de scăderea producerii de hormoni precum estrogenul și progesteronul. Deși nu este de obicei necesar, diagnosticul poate fi confirmat prin măsurarea nivelurilor de hormoni din sânge sau urină. Aceasta este opusă menarhei, când începe ciclul menstrual al femeilor.

## Mecanism

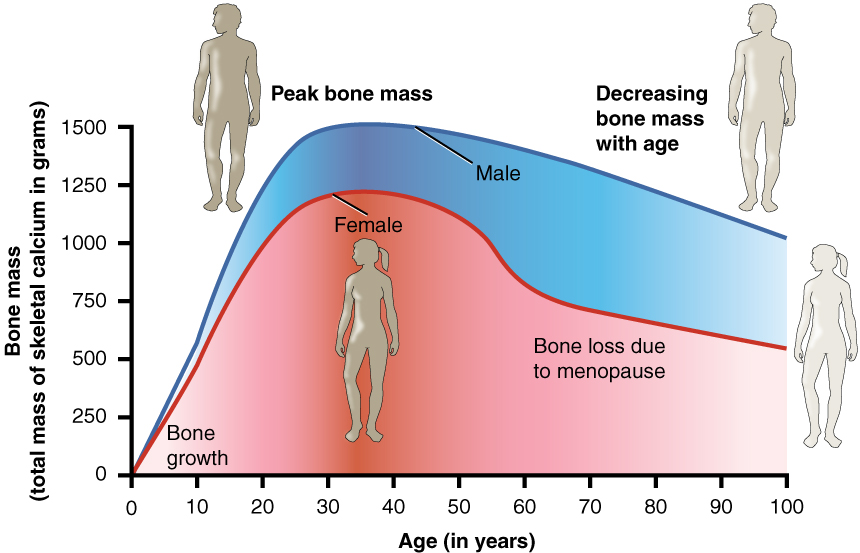
Pierderea densității osoase din cauza menopauzei apare din cauza modificărilor nivelurilor hormonale ale unei femei.

Tranziția la menopauză și postmenopauză în sine este o schimbare naturală, nefiind de obicei asociată cu o stare de boală sau o tulburare. Cauza principală a acestei tranziții este epuizarea naturală și îmbătrânirea cantității finite de ovocite (rezerva ovariană ). Acest proces este uneori accelerat de alte afecțiuni și se știe că apare mai devreme după o gamă largă de proceduri ginecologice, cum ar fi histerectomia (cu și fără ovariectomie), ablația endometrială și embolizarea arterei uterine. Epuizarea rezervei ovariene determină o creștere a nivelului circulant de hormon foliculostimulant (FSH) și hormon luteinizant (LH), deoarece există mai puține ovocite și foliculi care răspund la acești hormoni și care produc estrogen. Tranziția are un grad variabil de efecte.
Etapele tranziției la menopauză au fost clasificate în funcție de modelul de sângerare raportat de femeie, susținut de modificări ale nivelurilor hormonului de stimulare a foliculului hipofizar (FSH).
La femeile mai tinere, în timpul unui ciclu menstrual normal, ovarele produc estradiol, testosteron și progesteron într-un model ciclic sub controlul FSH și al hormonului luteinizant (LH), care sunt ambele produse de glanda pituitară. În timpul perimenopauzei (perioada de dinaintea menopauzei), nivelurile de estradiol și tiparele de producție rămân relativ neschimbate sau pot crește, dar ciclurile devin frecvent mai scurte sau neregulate. Se presupune că creșterea frecvent observată a estrogenului este un răspuns la nivelurile crescute de FSH care, la rândul lor, se presupune că este cauzată de scăderea răspunsului dat de către inhibină. În mod similar, se presupune că scăderea răspunsului dat de inhibină după histerectomie contribuie la stimularea ovariană crescută și la instalarea menopauzei mai devreme.
Tranziția la menopauză este caracterizată de variații marcate și adesea dramatice ale nivelurilor de FSH și estradiol. Din acest motiv, măsurătorile acestor hormoni nu sunt considerate a fi utile drept ghiduri pentru evaluarea stării exacte a menopauzei unei femei.
Menopauza apare din cauza scăderii accentuate a producției de estradiol și progesteron de către ovare. După menopauză, estrogenul continuă să fie produs în mare parte de aromatază în țesuturile adipoase și este produs în cantități mici în multe alte țesuturi, cum ar fi ovarele, oasele, vasele de sânge și creierul unde acționează local. Scăderea substanțială a nivelurilor circulante de estradiol la menopauză afectează multe țesuturi, de la creier la piele.
Spre deosebire de scăderea bruscă a estradiolului în timpul menopauzei, nivelurile de testosteron total și liber, precum și sulfatul de dehidroepiandrosteron (DHEAS) și androstenediona par să scadă mai mult sau mai puțin constant odată cu vârsta. Nu a fost observat un efect al menopauzei naturale asupra nivelurilor circulante de androgeni. Astfel, efectele specifice menopauzei naturale asupra țesuturilor nu pot fi atribuite pierderii producției de hormoni androgeni.

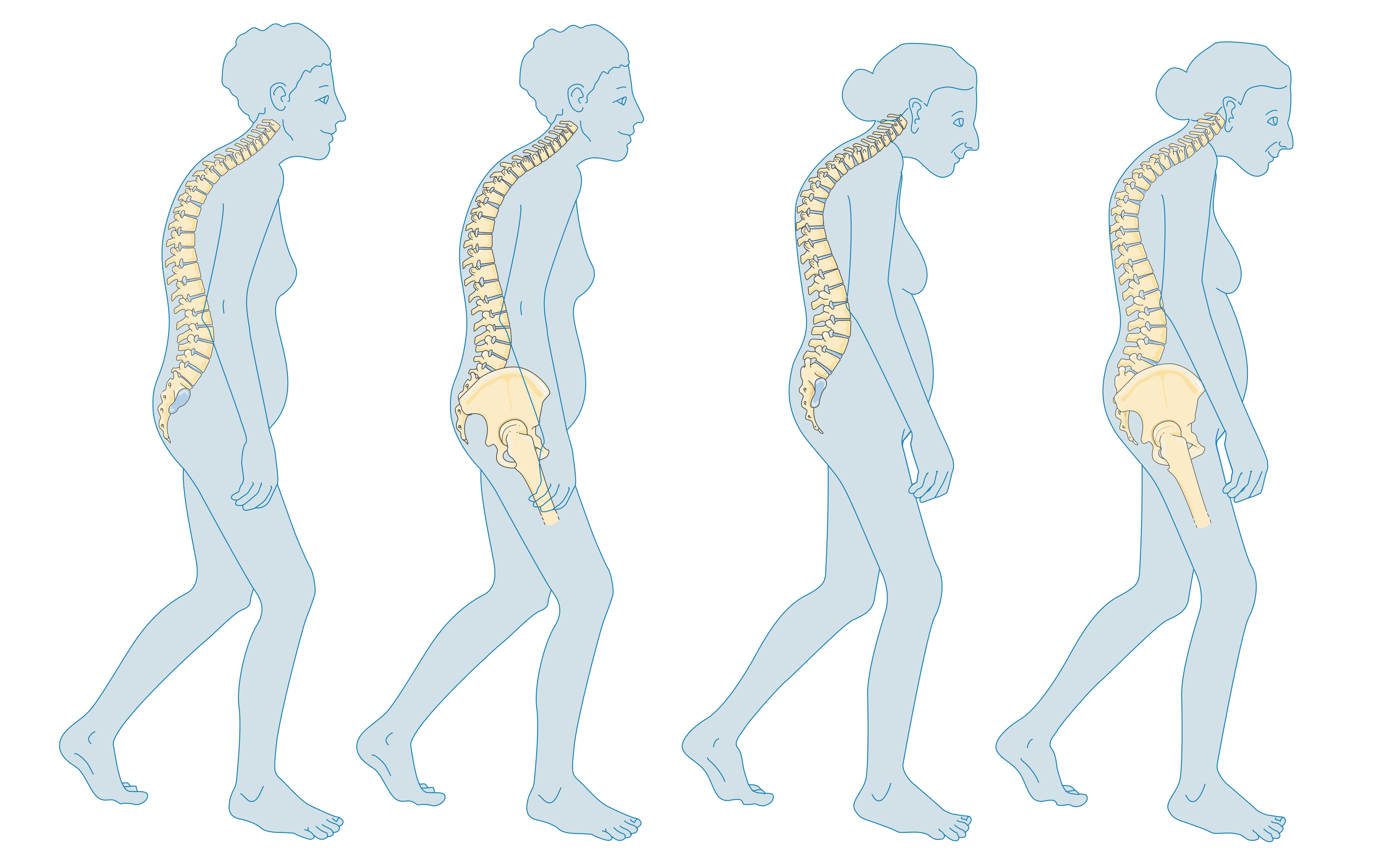
Densitatea minerală osoasă, în special a vertebrelor, scade odată cu menopauză

Bufeurile și alte simptome vasomotorii însoțesc tranziția la menopauză. În timp ce multe surse continuă să susțină că bufeurile în timpul tranziției la menopauză sunt cauzate de niveluri scăzute de estrogen, această afirmație a fost demonstrată incorectă în 1935 și, în majoritatea cazurilor, bufeurile sunt observate în ciuda nivelurilor crescute de estrogen. Cauza exactă a acestor simptome nu este încă înțeleasă, posibilii factori luați în considerare sunt variația mai mare și neregulată a nivelului de estradiol în timpul ciclului, niveluri crescute de FSH care pot indica o dereglare hipotalamică cauzată probabil de lipsa răspusului inhibinei. De asemenea, s-a observat că simptomele vasomotorii diferă în timpul perimenopauzei precoce și în perioada de tranziție la menopauză târzie și este posibil ca acestea să fie cauzate de un mecanism diferit.
Efectele pe termen lung ale menopauzei pot include osteoporoza, atrofia vaginală, precum și modificarea profilului metabolic care duce la riscuri cardiace.

## Diagnostic
Modalitățile de evaluare a impactului asupra femeilor al unora dintre aceste efecte ale menopauzei includ chestionarul Greene climacteric scale, scara Cervantes și scala de evaluare a menopauzei.

### Premenopauza
Premenopauza este un termen folosit pentru a desemna anii care au precedat ultima perioadă, când nivelurile hormonilor reproductivi devin din ce in ce mai variabile și mai scăzute, iar efectele scăderii nivelurilor hormonale sunt prezente. Premenopauza începe cu ceva timp înainte ca ciclurile lunare să devină vizibil neregulate.

### Perimanoupauza
Termenul „perimenopauză”, care înseamnă literal „în preajma menopauzei”, se referă la tranziția la menopauză cu ani înainte de data episodului final de flux.     Potrivit Societății Nord-Americane de Menopauză, această tranziție poate dura patru până la opt ani. Centrul pentru Cercetarea Ciclului Menstrual și Ovulației o descrie ca o fază de șase până la zece ani care se încheie la 12 luni după ultima perioadă menstruală.
n timpul perimenopauzei, nivelurile de estrogen sunt în medie cu aproximativ 20-30% mai mari decât în timpul premenopauzei, adesea cu fluctuații largi. Aceste fluctuații provoacă multe dintre schimbările fizice în timpul perimenopauzei, precum și a menopauzei, în special în ultimii 1-2 ani de perimenopauză (înainte de menopauză). Unele dintre aceste modificări sunt bufeuri, transpirații nocturne, dificultăți de somn, modificări ale dispoziției, uscăciune sau atrofie vaginală, incontinență, osteoporoză și boli de inimă. Perimenopauza este, de asemenea, asociată cu o probabilitate mai mare de depresie (care afectează de la 45% până la 68% dintre femeile aflate în perimenopauză), care este de două ori mai probabil să le afecteze pe cele cu antecedente de depresie.
În această perioadă, fertilitatea scade, dar nu se consideră că va ajunge la zero până la data oficială a menopauzei. Data oficială se stabilește retroactiv, odată ce au trecut 12 luni de la ultima apariție a sângelui menstrual.
Tranziția la menopauză începe de obicei între 40 și 50 de ani (în medie 47,5). Durata perimenopauzei poate fi de până la opt ani. Adesea, dar nu întotdeauna, femeile vor începe aceste tranziții (perimenopauză și menopauză) aproximativ la același vârstă la care au trecut prin aceste perioade mamele lor.
La unele femei, menopauza poate provoca o senzație de pierdere legată de sfârșitul fertilității. În plus, această schimbare apare adesea atunci când alți factori de stres pot fi prezenți în viața unei femei, precum:
- Îngrijirea și/sau decesul părinților în vârstă
- Sindromul cuibului gol când copiii pleacă de acasă
- Nașterea nepoților, care plasează oamenii de „vârsta mijlocie” într-o nouă categorie de „oameni în vârstă” (mai ales în culturile în care a fi mai în vârstă este o stare care este privită cu dispreț)

Unele cercetări par să arate că suplimentarea cu melatonină la femeile aflate în perimenopauză poate îmbunătăți funcția tiroidiană și nivelul gonadotropinei, precum și restabilirea fertilității și menstruației și prevenirea depresiei asociate menopauzei.

### Postmenopauza
Termenul „postmenopauză” descrie femeile care nu au experimentat niciun flux menstrual timp de cel puțin 12 luni, presupunând că au uter și nu sunt însărcinate sau alăptează. La femeile fără uter, menopauza sau postmenopauza pot fi identificate printr-un test de sânge care arată un nivel foarte ridicat de FSH. Astfel, postmenopauza este perioada din viața unei femei care are loc după ultima menstruație sau, mai exact, după momentul în care ovarele ei devin inactive.
Motivul pentru această întârziere în declararea postmenopauzei este că perioadele sunt de obicei neregulate în acest moment al vieții. Prin urmare, este necesară o perioadă de timp destul de lungă pentru a fi sigur că ciclul a încetat complet. În acest moment, o femeie este considerată infertilă; cu toate acestea, posibilitatea de a rămâne însărcinată deși este foarte mică, nu este chiar zero timp de un număr de ani înainte de a ajunge la acest punct.
Nivelurile hormonilor reproductivi ale unei femei continuă să scadă și să fluctueze pentru o perioadă de timp în post-menopauză, astfel încât efectele nivelului scăzut hormonal, cum ar fi bufeurile, pot dura câțiva ani să dispară.
O scurgere asemănător menstruației în timpul postmenopauzei poate fi un semn al cancerului endometrial.

## Tratament
De obicei, tratamentul specific nu este necesar. Însă, unele simptome pot fi îmbunătățite cu ajutorul tratamentului. În ceea ce privește bufeurile, se recomandă evitarea fumatului, cafeinei sau alcoolului. Dormitul într-o cameră răcoroasă și utilizarea unui ventilator pot ajuta. Medicamentele, terapia cu hormoni în timpul menopauze (MHT), clonidina, gabapentina sau inhibatorii selectivi ai recaptării serotoninei pot ajuta. Exercițiile pot ajuta la probleme legate de somn. În timp ce MHT era în trecut recomandat în mod obișnuit, acum este recomandat doar la persoanele cu simptome importante deoarece există îngrijorări legate de efectele secundare. Nu există dovezi credibile legate de faptul că medicina alternativă are efect.

## Legături externe
- en Menopause: MedlinePlus
- en Menopause and Menopause Treatments